# Oberonia zimmermanniana
Oberonia zimmermanniana är en orkidéart som beskrevs av Johannes Jacobus Smith. Oberonia zimmermanniana ingår i släktet Oberonia och familjen orkidéer. Inga underarter finns listade i Catalogue of Life.